# HD99302
HD99302 — хімічно пекулярна зоря спектрального класу A3, що має видиму зоряну величину в смузі V приблизно  7,3.
Вона  розташована на відстані близько 320,7 світлових років від Сонця.